# Modern (lengyel párt)
A Modern (lengyelül: Nowoczesna) lengyel liberális párt, amit Ryszard Petru alapított 2015-ben Lengyelországban. A párt liberális konzervatív politikai irányvonalat és gazdaságpolitikát képvisel. A párt 2016. június 4-én csatlakozott a Liberálisok és Demokraták Szövetsége Európáért csoporthoz.

## Választások
- A Modern negyedik helyen végzett a 2015-ös lengyelországi parlamenti választáson, a lengyel Jog és Igazságosság, a Polgári Platform, és a harmadik helyen végzett a Kukiz’15 mögött.